# Massimo De Rosa
Massimo De Rosa (Milano, 20 luglio 1979) è un politico italiano.

## Biografia
Nato a Milano, si è diploma in Maturità scientifica presso l’Istituto Giuseppe Peano di Cinisello Balsamo
Fondatore del gruppo del Movimento 5 Stelle di Cormano, ha partecipato a diverse attività di proteste riguardo alla tutela dell'ambiente, come ad esempio la difesa dalla costruzione dell'inceneritore di Paderno Dugnano. Laureato in Scienze e tecnologie ambientali presso l'Università degli Studi di Milano-Bicocca.

### Elezione a deputato
Alle elezioni politiche del 2013 viene eletto deputato della XVII legislatura della Repubblica Italiana nella circoscrizione III Lombardia per il Movimento 5 Stelle. Viene eletto vicepresidente della Commissione ambiente, territorio e lavori pubblici della Camera dei deputati fino al 2015. Attualmente capogruppo di commissione ambiente per il M5S.

#### Attività parlamentare
Primo firmatario della proposta di legge n. 1050: "Disposizioni per il contenimento del consumo di suolo e la tutela del paesaggio", presentata il 24 maggio 2013, dopo un intenso lavoro al fianco di esperti di livello internazionale e con l'ausilio delle principali associazioni ambientaliste. La proposta di legge mira a fermare il consumo di suolo, prevedendo la tutela dell'uso agricolo dei suoli e il contenimento del consumo del suolo a fini insediativi o di trasformazione territoriale. Obbliga i comuni a individuare in modo univoco le aree di uso agricolo, ovvero a tracciare una rigorosa suddivisione tra le aree urbanizzate e le aree che appartengono all'uso agricolo e alla conservazione della natura. A seguito di ciò, ogni nuovo impiego di suolo dovrà avvenire all'interno del perimetro della città edificata, lasciando all'uso produttivo agricolo tutte le restanti aree.
Primo firmatario della proposta di legge n. 1945: "Istituzione del Sistema nazionale per la prevenzione e la protezione dell'ambiente e ordinamento delle funzioni dell'Istituto superiore per la protezione e la ricerca ambientale ad esso relative" presentata il 10 gennaio 2014.Tale proposta normativa ha l'obiettivo di dotare il Paese di una vera e propria rete nazionale di soggetti tecnici che assicurino omogeneità ed efficacia all'esercizio dell'azione conoscitiva e di controllo pubblico dell'ambiente, a supporto delle politiche di protezione ambientale e di sostenibilità.
La proposta è diventata legge dello Stato a gennaio 2017.
Autore di numerose interrogazioni e risoluzioni parlamentari a favore delle tematiche ambientali connesse alla realizzazione delle grandi infrastrutture sul territorio italiano e legate, in particolar modo, alla tematica della tutela del suolo, alla lotta ai cambiamenti climatici e alla realizzazione dell'Expo 2015 di Milano.
Nel 2018 non si ricandida in Parlamento, ma alle elezioni regionali in Lombardia del 2018 viene eletto consigliere regionale, nelle liste del Movimento 5 Stelle in provincia di Milano grazie a 1674 preferenze ottenute.

## Controversie
Il 29 gennaio 2014 riceve una querela da un gruppo di parlamentari PD dopo una bagarre in commissione giustizia e scambi di offese reciproche. Alla querela segue una controquerela, ma il procedimento viene archiviato nel 2016 con un nulla di fatto per entrambe le parti in causa.